# Soročinsk
Soročinsk (ruski: Сорочинск) je grad u Orenburškoj oblasti u Rusiji. Smješten je na lijevoj obali rijeke Samare, 170 km zapadno od Orenburga. Prema popisu iz 2008. godine, grad je imao 29.214 stanovnika.
Soročinsk je utemeljen 1736. godine kao utvrda Soročinskaja. Od 1945. godine ima status grada.

## Vanjske poveznice
- Službena stranica